# Padula
Ne doit pas être confondu avec Padura ou Paduka.
Padula est une commune italienne de la province de Salerne, dans la région Campanie. Elle est principalement connue pour sa Chartreuse de San Lorenzo, classée au patrimoine mondial de l'Unesco.

## Administration
| Période                                  | Période | Identité | Étiquette | Qualité |
| ---------------------------------------- | ------- | -------- | --------- | ------- |
|                                          |         |          |           |         |
| Les données manquantes sont à compléter. |         |          |           |         |

### Communes limitrophes
Buonabitacolo, Marsico Nuovo, Montesano sulla Marcellana, Paterno, Sala Consilina, Sassano, Tramutola.